# 宋杖子镇
宋杖子镇，是中华人民共和国辽宁省朝阳市凌源市下辖的一个乡镇级行政单位。

## 行政区划
宋杖子镇下辖以下地区：
宋杖子村、二十里堡村、北房身村、段杖子村、范杖子村、平房村、石羊石虎沟村、西高杖子村、一家村、侯杖子村、康官营子村、翟杖子村、同盛号村和水泉村。